# Patrón de pliegue

Patrón de pliegues de un espadachín de origami.

Un patrón de pliegue es un diagrama de origami que consiste en representar todos (o casi todos) los pliegues del modelo final en una sola imagen, que representa la hoja de papel antes de ser doblada. Es útil para representar modelos complejos, para los que el modelo final no es suficientemente simple para representarlo eficientemente. También hay teoremas de las matemáticas del origami que los mencionan. Por ejemplo, un corolario del teorema de Maekawa enuncia que todo patrón de pliegue de una figura plana se puede pintar con dos colores sin que haya dos regiones contiguas del mismo color.

## Historia
El uso de patrones de pliegue se originó con diseñadores como Neal Elias, que los usó para registrar cómo estaban hechos sus modelos. Esto permitió a los diseñados más prolíficos mantener un registro de todos sus modelos, y pronto los patrones de pliegue se empezaron a utilizar como medio de comunicación de ideas entre diseñadores. Después de años de este tipo de uso, diseñadores como Robert J. Lang, Meguro Toshiyuki, Jun Maekawa y Peter Engel empezaron a diseñar utilizando patrones de pliegue. Esto les permitió crear modelos con mayores niveles de complejidad, y el arte del origami alcanzó un realismo sin precedentes. Hoy en día, la mayoría de modelos de alto nivel vienen acompañados de patrones de pliegue.
Aunque no pretende ser un sustituto de los diagramas, el plegado a partir de patrones de pliegue empezando a ganar popularidad, en parte debido al reto de ser capaz de "descifrar" el patrón, y en parte también porque el patrón de doblado es a veces el único recurso para hacer un modelo concreto, si el diseñador decide no producir diagramas. 
Se ha implementado un algoritmo para desarrollar automáticamente diagramas de ciertos poliedros con simetría rotacional discreta componiendo frustas se ha implementado mediante un programa CAD. El programa permite a los usuarios especificar un poliedro y generar un patrón de pliegue que se pliega en él. Aun así, hay muchos casos en que los diseñadores desean secuenciar los pasos de sus modelos pero carecen de los medios para diseñar diagramas claros. Estos diseñadores ocasionalmente recurren al patrón de pliegue secuenciado (SCP) o patrón de pliegue progresivo (PCP), que es un conjunto de patrones de pliegue que muestran los pliegues hasta cada paso de la creación del modelo. El SCP elimina la necesidad de programas de diagramación o habilidades artísticas y mantiene el proceso paso a paso para que lo vean otras carpetas. 